# Listă de conducători de stat din 1919
1915 - 1916 - 1917 - 1918 - 1919 - 1920 - 1921 - 1922 - 1923
Aceasta este o listă a conducătorilor de stat din anul 1919:

## Europa
- Albania: Turhan Pașa Permeti (președinte, 1918-1920)
- Anglia: George al V-lea (rege din dinastia Windsor, 1910-1936)
- Austria: Karl Seitz (președinte, 1918-1920)
- Belgia: Albert I (rege din dinastia Saxa-Coburg, 1909-1934)
- Bulgaria: Boris al III-lea (țar din dinastia de Saxa-Coburg-Gotha, 1918-1943)
- Cehoslovacia: Tomas Garrigue Masaryk (președinte, 1918-1935)
- Danemarca: Christian al X-lea (rege din dinastia de Glucksburg, 1912-1947)
- Elveția: Gustave Ador (președinte, 1919)
- Finlanda: Kaarlo Gustav Emil Mannerheim (regent, 1918-1919; ulterior, președinte, 1944-1946) și Kaarlo Juho Stahlberg (președinte, 1919-1925)
- Franța: Raymond Poincare (președinte, 1913-1920)
- Germania: Friedrich Ebert (președinte, 1919-1925)
- Grecia: Alexandru (rege din dinastia Glucksburg, 1917-1920)
- Imperiul otoman: Mehmed al VI-lea Vahîdeddin (sultan din dinastia Osmană, 1918-1922)
- Irlanda: Eamon De Valera (președinte, 1919-1922, 1959-1973)
- Italia: Victor Emmanuel al III-lea (rege din dinastia de Savoia, 1900-1946)
- Iugoslavia: Petru I (rege din dinastia Karagheorghevic, 1918-1921; anterior, rege al Serbiei, 1903-1918)
- Liechtenstein: Johannes al II-lea cel Bun (principe, 1858-1929)
- Luxemburg: Marie-Adelaide (mare ducesă din dinastia de Nassau, 1912-1919) și Charlotte (mare ducesă din dinastia de Nassau, 1919-1964)
- Monaco: Albert (principe, 1889-1922)
- Norvegia: Haakon al VII-lea (rege din dinastia de Glucksburg, 1905-1957)
- Olanda: Wilhelmina (regină din dinastia de Orania-Nassau, 1890-1948)
- Polonia: Jozef Pilsudski (președinte, 1918-1922)
- Portugalia: Joao de Canto e Castro Silva Antunes (președinte, 1918-1919) și Antonio Jose de Almeida (președinte, 1919-1923)
- România: Ferdinand I (rege din dinastia Hohenzollern-Sigmaringen, 1914-1927)
- Rusia: Iakob Mihailovici Sverdlov (președinte, 1917-1919) și Mihail Ivanovici Kalinin (președinte, 1919-1922; ulterior, președinte al Uniunii Sovietice, 1922-1946)
- Spania: Alfonso al XIII-lea (rege din dinastia de Bourbon, 1886-1931)
- Statul papal: Benedict al XV-lea (papă, 1914-1922)
- Suedia: Gustav al V-lea (rege din dinastia Bernadotte, 1907-1950)
- Ungaria: Mihaly Karolyi (președinte, 1919), Sandor Garbai (președinte, 1919), arhiducele Iosif (regent, 1919)

## Africa
- Africa de sud: Sydney Charles Buxton (guvernator general, 1914-1920)
- Bagirmi: Abd al-Kadir al III-lea (mbang, 1918-1935)
- Barotse: Yeta al III-lea (sau Litia) (litunga, 1916-1945)
- Benin: Eweka al II-lea (obba, 1914-1933)
- Buganda: Daudi Chwa al II-lea (kabaka, 1897-1939)
- Bunyoro: Duhaga al II-lea (Andrea Bisereko) (mukama din dinastia Bito, 1902-1924)
- Burundi: Mwambutsa al IV-lea Baciricenge (mwami din a patra dinastie, 1915-1966)
- Egipt: Ahmad Fuad I (sultan, 1917-1936; rege, din 1922)
- Ethiopia: Zauditu (Zudito, Judith) (împărăteasă, 1916-1930)
- Imperiul otoman: Mehmed al VI-lea Vahîdeddin (sultan din dinastia Osmană, 1918-1922)
- Kanem-Bornu: Bukar Garbai (șeic din dinastia Kanembu, 1901-1922)
- Lesotho: Griffith (rege, 1913-1939)
- Liberia: Daniel Edward Howard (președinte, 1912-1919)
- Maroc: Moulay Youssef ibn Hassan (sultan din dinastia Alaouită, 1912-1927)
- Oyo: Laeigbolu I (rege, 1911-1944)
- Rwanda: Yuhi al V-lea Musinga (rege, 1896-1931)
- Swaziland: Sobhuza al II-lea (Mona) (rege din clanul Ngwane, 1899-1982)
- Tunisia: Muhammad al V-lea ibn Muhammad (II) an-Nasir (bey din dinastia Husseinizilor, 1906-1922)
- Zanzibar: Halifa ibn Harrub (sultan din dinastia Bu Said, 1911-1960)

## Asia

### Orientul Apropiat
- Afghanistan: Habib-Allah Khan (suveran din dinastia Barakzay, 1901-1919) și Aman-Allah Khan (suveran din dinastia Barakzay, 1919-1929; rege, din 1926)
- Arabia Saudită: Abd al-Aziz al II-lea ibn Abd ar-Rahman ibn Saud (emir, 1902-1953; sultan, din 1917; rege, din 1932)
- Bahrain: Isa I ibn Ali (emir din dinastia al-Khalifah, 1869-1923)
- Iran: Ahmad Mirza (șah din dinastia Kajarilor, 1909-1925)
- Imperiul otoman: Mehmed al VI-lea Vahîdeddin (sultan din dinastia Osmană, 1918-1922)
- Kuwait: Salim ibn Mubarak (emir din dinastia as-Sabbah, 1917-1921)
- Oman: Taimur ibn Faisal (emir din dinastia Bu Said, 1913-1932)
- Qatar: Abdullah ibn Kasim (emir din dinastia at-Thani, 1913-1949)
- Yemen, statul Sanaa: al-Mutauakkil ala-l-lah Yahya ibn Muhammad (imam, 1904-1948; rege, din 1918)

### Orientul Îndepărtat
- Bhutan: Uggyen Wang-chuk (rege din dinastia Wang-Chuk, 1907-1926)
- Brunei: Muhammad Jamal al-Alam al II-lea (sultan, 1906-1924)
- Cambodgea: Sisovath (Prakeo Fra) (rege, 1904-1927)
- China: Xu Shichang (președinte, 1918-1922)
- India: Frederick John Napier Thesiger (vicerege, 1916-1921)
- Japonia: Taiso (împărat, 1915-1926)
- Laos, statul Champassak: Chao Nguy (Tiao Ratsadanay) (rege, 1900-1946; guvernator, din 1907)
- Laosul superior: Som Dak Phra Chao Sisavang Vong (rege, 1904-1945; ulterior, rege în Laos, 1945-1959)
- Maldive: Șams ad-Din Muhammad Iskandar (sultan, 1893, 1903-1935)
- Mataram (Jogjakarta): Abd ar-Rahman Amangkubowono al VII-lea (Angabehi) (sultan, 1877-1921)
- Mataram (Surakarta): Pakubowono al X-lea (Witjaksana) (sultan, 1893-1939)
- Mongolia: Bodo Gegen Han Jebtsun Damba Hutuktu (hakan, 1912-1924)
- Nepal, statul Gurkha: Tribhuvana Bir Bikram Jang Bahadur Șah Bahadur Șamșir Jang Deva (rege, 1911-1950, 1951-1955)
- Rusia: Iakob Mihailovici Sverdlov (președinte, 1917-1919) și Mihail Ivanovici Kalinin (președinte, 1919-1922; ulterior, președinte al Uniunii Sovietice, 1922-1946)
- Thailanda, statul Ayutthaya: Pra Mongkut Klao Chaoyuhua (Vajiravudh, Rama al VI-lea) (rege din dinastia Chakri, 1910-1925)
- Tibet: nGag-dbang bLo-bzang Thub-ldan rgya-mtsho (dalai lama, 1876-1933)
- Tibet: Panchen Tup-den Ch'os-kyi Nyi-ma dGe-legs rNam-rgyal (Choskyi Nyima Geleg Namgyal) (panchen lama, 1883-1937)
- Vietnam, statul Annam: Khai Dinh (Nguyen Hoang-Tong) (împărat din dinastia Nguyen, 1916-1925)

## America
- Argentina: Hipolito Yrigoyen (președinte, 1916-1922, 1928-1930)
- Bolivia: Jose N. Gutierrez Guerra (președinte, 1917-1920)
- Brazilia: Francisco de Paula Rodrigues Alves (președinte, 1902-1906, 1918-1919) și Epitacio da Silva Pessoa (președinte, 1919-1922)
- Canada: Victor C. W. Cavendish (guvernator general, 1916-1921)
- Chile: Juan Luis Sanfuentes (președinte, 1915-1920)
- Columbia: Marcos Fidel Suarez (președinte, 1918-1921)
- Costa Rica: Federico Tinoco Granados (președinte, 1917-1919), Juan Bautista Quiros Segura (președinte, 1919) și Francisco Aguilar Barquero (președinte, 1919-1920)
- Cuba: Mario Garcia Menocal (președinte, 1913-1921)
- Republica Dominicană: Francisco Henriques y Carvajal (președinte, 1916-1922)
- Ecuador: Alfredo Baquerizo Moreno (președinte, 1916-1920)
- El Salvador: Alfonso Quinones Molina (președinte, 1914-1915, 1918-1919, 1923-1927) și Jorge Melendez (președinte, 1919-1923)
- Guatemala: Manuel Estrada Cabrera (președinte, 1898-1920)
- Haiti: Philippe Sudre d'Artiguenave (președinte, 1915-1922)
- Honduras: Francisco Beltran (președinte, 1911-1912, 1913, 1916-1919) și Francisco Bogran (președinte, 1919-1920)
- Mexic: Venustiano Carranza (președinte, 1914-1920)
- Nicaragua: Emiliano Chamorro Vargas (președinte, 1917-1920, 1926)
- Panama: Belisario Porras (președinte, 1912-1916, 1918-1920, 1920-1924)
- Paraguay: Manuel Franco (președinte, 1916-1919) și Jose P. Montero (președinte, 1919-1920)
- Peru: Jose Pardo y Barreda (președinte, 1904-1908, 1915-1919) și Augusto Bernardino Legula y Salcedo (președinte, 1908-1912, 1919-1930)
- Statele Unite ale Americii: Thomas Woodrow Wilson (președinte, 1913-1921)
- Uruguay: Feliciano A. Viera (președinte, 1915-1919) și Baltasar Brum (președinte, 1919-1923)
- Venezuela: Juan Vicente Gomez (caudillo, 1908-1935)

## Oceania
- Australia: Henry William (guvernator general, 1914-1925)
- Noua Zeelandă: Arthur William de Brito Savile Foljambe (guvernator, 1912-1920; guvernator general, din 1917)
- Tonga: Salote Tupou a III-a (regină, 1918-1965)